# Garayalde
Garayalde es una localidad argentina del Departamento Florentino Ameghino, en la provincia del Chubut.
Se encuentra sobre la ruta nacional 3 a mitad de camino entre las ciudades de Trelew y Comodoro Rivadavia. Se conecta con la ciudad de Camarones a través de la ruta provincial 30.

## Historia
En 1947, el ingeniero Canessa propuso al presidente Juan Domingo Perón el aprovechamiento del gas de los yacimientos de Comodoro Rivadavia, mediante el tendido de un gasoducto que los conectara con la ciudad de Buenos Aires. Su tendido se completó en dos años y fue de más de 1600 kilómetros de tubería de 25 centímetros de diámetro. En Garayalde se instaló una planta compresora de la Empresa Estatal Gas del Estado para impulsar el gas. Gracias a esta obra se instaló un barrio con viviendas para los empleados mediante comodato. Actualmente la planta está a cargo de la empresa Transportadora de Gas del Sur.

## Utilidad
El caserío es un punto estratégico para cargar combustibles, dado que esta a la mitad de la ruta 3 entre las ciudades de Trelew y Comodoro Rivadavia, siendo un tramo de casi 400 kilómetros sin población alguna. Los conductores se abastecen allí de gas oil, pero además pueden descansar, comprar provisiones, pedir auxilio policial y comunicarse vía celular.
La zona sobre la que está emplazada la localidad es un lugar hostil para la vida llamado meseta patagónica. La ubicación de la localidad es sobre una pampa con más de 600 msn. Este punto es atravesado por la ruta nacional 3 y sufre numerosos cortes en invierno por nevadas y bajas temperaturas, que suelen cobrarse vidas.

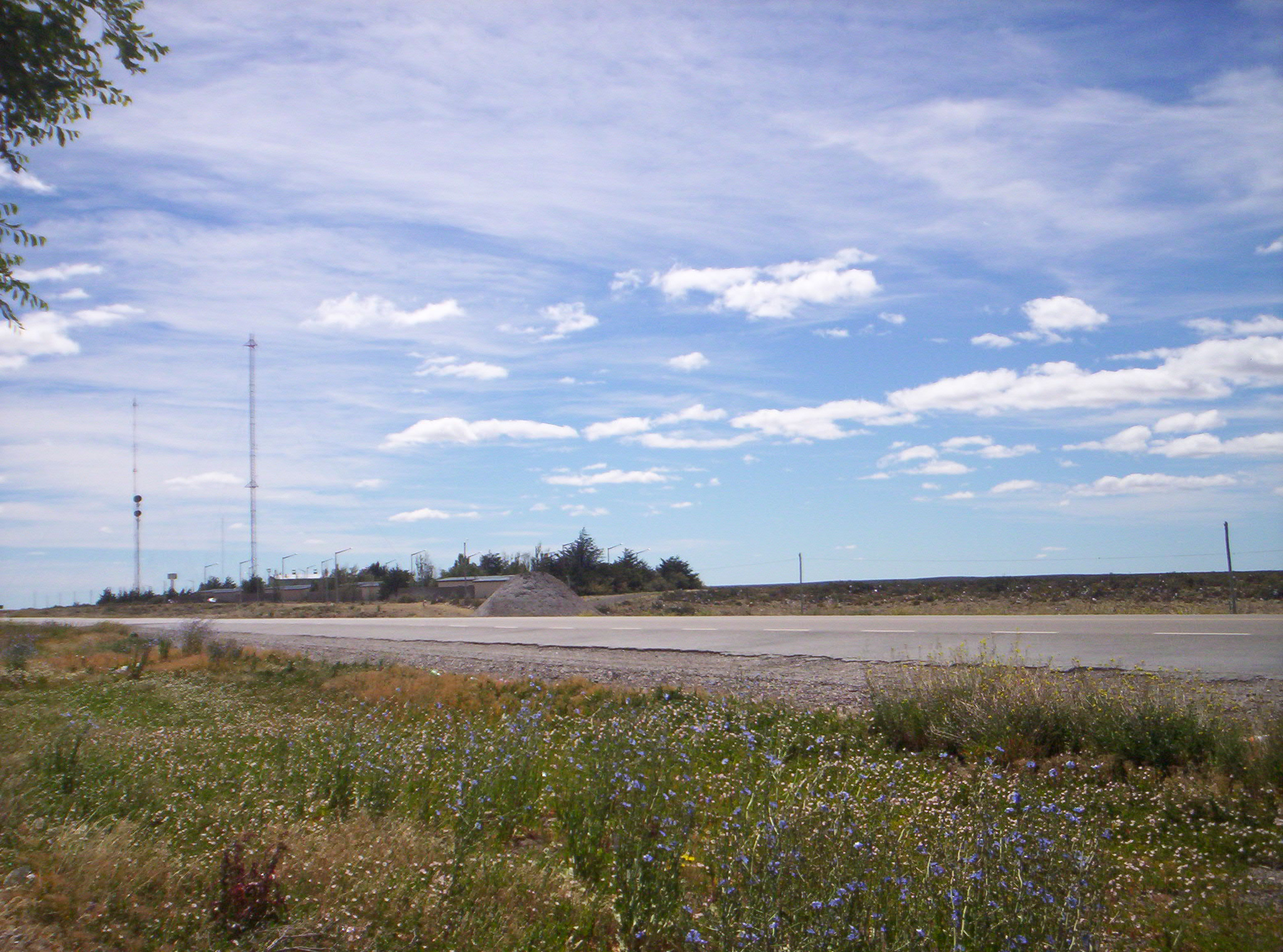
El caserío sobre la ruta 3, desde la estación.

## Población
En 1991 fue censada como población rural dispersa, sin datos poblacionales. Para 2001 su composición de sexos era de 10 hombres a 6 mujeres. Para 2010 el censo reveló que la población se incrementó a 18 habitantes, de los cuales 12 son hombres y 6 mujeres. El crecimiento anual fue del 1.33 %.
El censo 2022 registró una población de 25 habitantes que se repartieron entre 14 hombres y 11 mujeres. Sin embargo, las cifras obtenidas fueron estimativas solo teniendo en cuenta a la población en viviendas particulares; es decir, excluyendo del dato a la población institucional y las personas sin hogar. Gracias a este censo también fue posible conocer su densidad y tamaño urbano.
| Gráfica de evolución demográfica de Garayalde entre 1991 y 2022 |
|                                                                 |
| Fuente: Censos nacionales del INDEC                             |

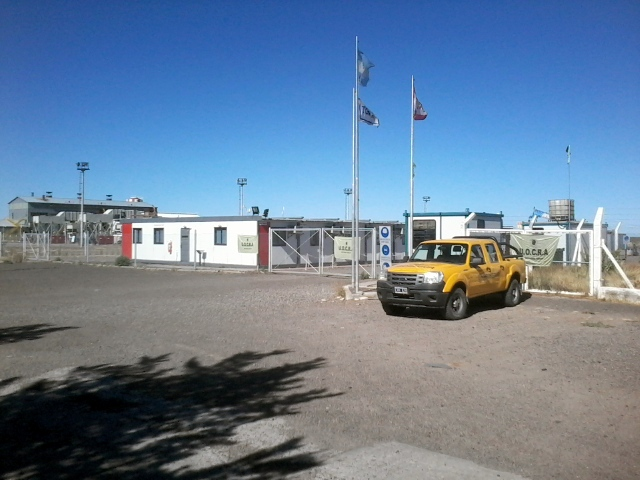
Planta de Gas vital para el abastecimiento del país
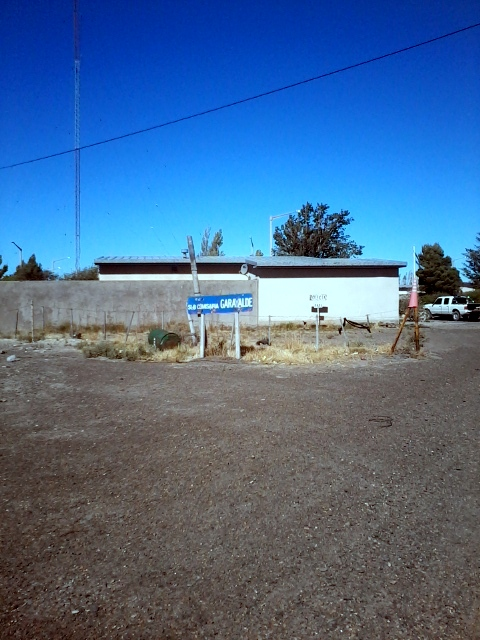
Comisaría de Garayalde, tiene activo papel en los accidentes
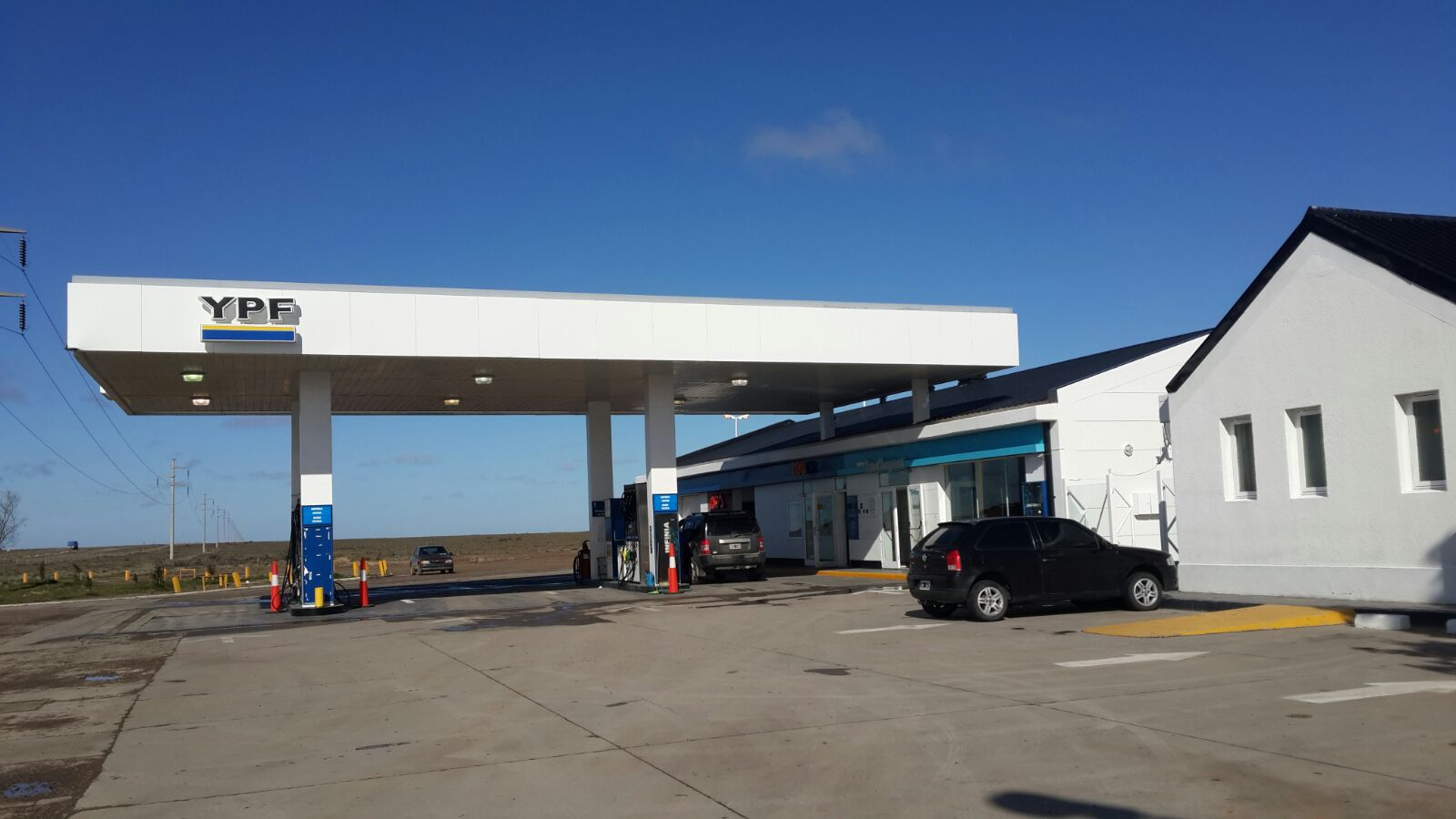
Estación de servicio YPF que le da vida al poblado